# Гарден-Сіті (Джорджія)
Гарден-Сіті (англ. Garden City) — місто (англ. city) в США, в окрузі Четем штату Джорджія. Населення — 10 289 осіб (2020).

## Географія
Гарден-Сіті розташований за координатами 32°5′14″ пн. ш. 81°10′36″ зх. д. / 32.08722° пн. ш. 81.17667° зх. д. (32.087221, -81.176614).  За даними Бюро перепису населення США в 2010 році місто мало площу 37,10 км², з яких 35,49 км² — суходіл та 1,61 км² — водойми.

## Демографія
Згідно з переписом 2010 року, у місті мешкало 8778 осіб у 3392 домогосподарствах у складі 2153 родин. Густота населення становила 237 осіб/км².  Було 3704 помешкання (100/км²).
Расовий склад населення:
| - 49,2 % — білих - 37,4 % — чорних або афроамериканців - 1,4 % — азіатів - 0,4 % — корінних американців - 0,2 % — вихідців з тихоокеанських островів - 8,9 % — осіб інших рас |

До двох чи більше рас належало 2,5 %. Частка іспаномовних становила 16,7 % від усіх жителів.
За віковим діапазоном населення розподілялося таким чином: 24,2 % — особи молодші 18 років, 64,0 % — особи у віці 18—64 років, 11,8 % — особи у віці 65 років та старші. Медіана віку мешканця становила 35,3 року. На 100 осіб жіночої статі у місті припадало 101,3 чоловіків;  на 100 жінок у віці від 18 років та старших — 99,7 чоловіків також старших 18 років.
Середній дохід на одне домашнє господарство  становив 43 738 доларів США (медіана — 32 302), а середній дохід на одну сім'ю — 46 495 доларів (медіана — 34 473). Медіана доходів становила 35 362 долари для чоловіків та 27 660 доларів для жінок. За межею бідності перебувало 29,3 % осіб, у тому числі 45,1 % дітей у віці до 18 років та 14,7 % осіб у віці 65 років та старших.
Цивільне працевлаштоване населення становило 3987 осіб. Основні галузі зайнятості: транспорт — 14,3 %, освіта, охорона здоров'я та соціальна допомога — 12,6 %, виробництво — 11,5 %, мистецтво, розваги та відпочинок — 11,4 %.